# 傑里科 (紐約州)
傑里科（英語：Jericho）是位於美國紐約州拿騷縣的普查規定居民點。

## 人口
根據2020年美國人口普查的數據，傑里科的面積為10.26平方千米，皆為陸地。當地共有人口14808人，而人口密度為每平方千米1,443.27人。